# 火烧花属
火烧花属（学名：Mayodendron）是紫葳科下的一个属，为乔木植物。该属仅有火烧花（Mayodendron igneum）一种，分布于缅甸和中国云南。

## 下属物种
本属包括以下物种：
- 火烧花 Mayodendron igneum (Kurz) Kurz